# Polygala suanica
Polygala suanica är en jungfrulinsväxtart som beskrevs av Sophia G. Tamamschjan. Polygala suanica ingår i släktet jungfrulinssläktet, och familjen jungfrulinsväxter. Inga underarter finns listade i Catalogue of Life.